# Dominique Sourdel
Dominique Sourdel (Pont-Sainte-Maxence, 31 gennaio 1921 – 4 marzo 2014) è stato uno storico e scrittore francese, specializzato nell'Islam medioevale.

## Biografia
Dominique Sourdel era professore onorario di storia e civiltà islamica all'Università di Parigi IV-Sorbonne. 
Egli era anche direttore della "Revue des études islamiques" e curava con Janine Sourdel, professore emerito di storia dell'arte e archeologia islamica presso l'Università di Parigi-Sorbona, la co-direzione della rivista « Islamiques » della Presses universitaires de France (PUF).
Nato a Pont-Sainte-Maxence nel 1921, ha fatto la scuola secondaria e le classi preparatorie al Liceo Henri-IV a Parigi ed è ammesso alla École Normale Supérieure ENS de la Rue d'Ulm.

Dopo gli studi all'ENS è entrato nell'Istituto francese di Damasco nel 1949. 
Vi rimane fino al 1954, poi entra nel Centre National de la Recherche Scientifique (CNRS). 
È poi chiamato nel 1960 a occupare una cattedra all'Università di Algeri e sarà successivamente professore all'Università di Bordeaux, poi a quella di Parigi-Sorbona.

## Percorso
- 1949-1954: membro dell'Istituto francese di Damasco
- 1954-1960: ricercatore al CNRS
- 1960-1962: professore all'università di Algeri
- 1962-1978: professore all'università di Bordeaux
- 1978-1990: professore all'università di Parigi-Sorbonne (Paris IV) [2]

## Opere
- L'Islam (1949), PUF, « Que sais-je ? » nº355, 2002, 21ª ed. aggiornata
- Le vizirat abbasside de 749 à 936 (132 à 324 de l'Hégire), Damas, PIFD, 1959
- La civilisation de l'islam classique (La civiltà islamica classica), Arthaud « Les Grandes Civilisations », I ediz. 1968, con Janine Sourdel
- L'État impérial des califes abbassides, PUF, "Islamiques", 1999
- Histoire des arabes (Storia degli arabi)(1976), PUF, « Que sais-je ? », nº 1627, 2003
- L'islam médiéval (1979), PUF, "Quadrige", 2005
- Janine Sourdel e Dominique Sourdel, Dictionnaire historique de l’islam, Quadrige dicos poche, Paris, PUF, 2004,  p. 1056, ISBN 978-2-13-054536-1.
- Vocabulaire de l'islam (2002), PUF, « Que sais-je ? » nº3653, 2002 con Janine Sourdel
- Certificats de pèlerinage d'époque ayyoubide. Contribution à l'histoire de l'idéologie de l'islam au temps des Croisades, Paris, AIBL, 2006